# رومی‌سازی

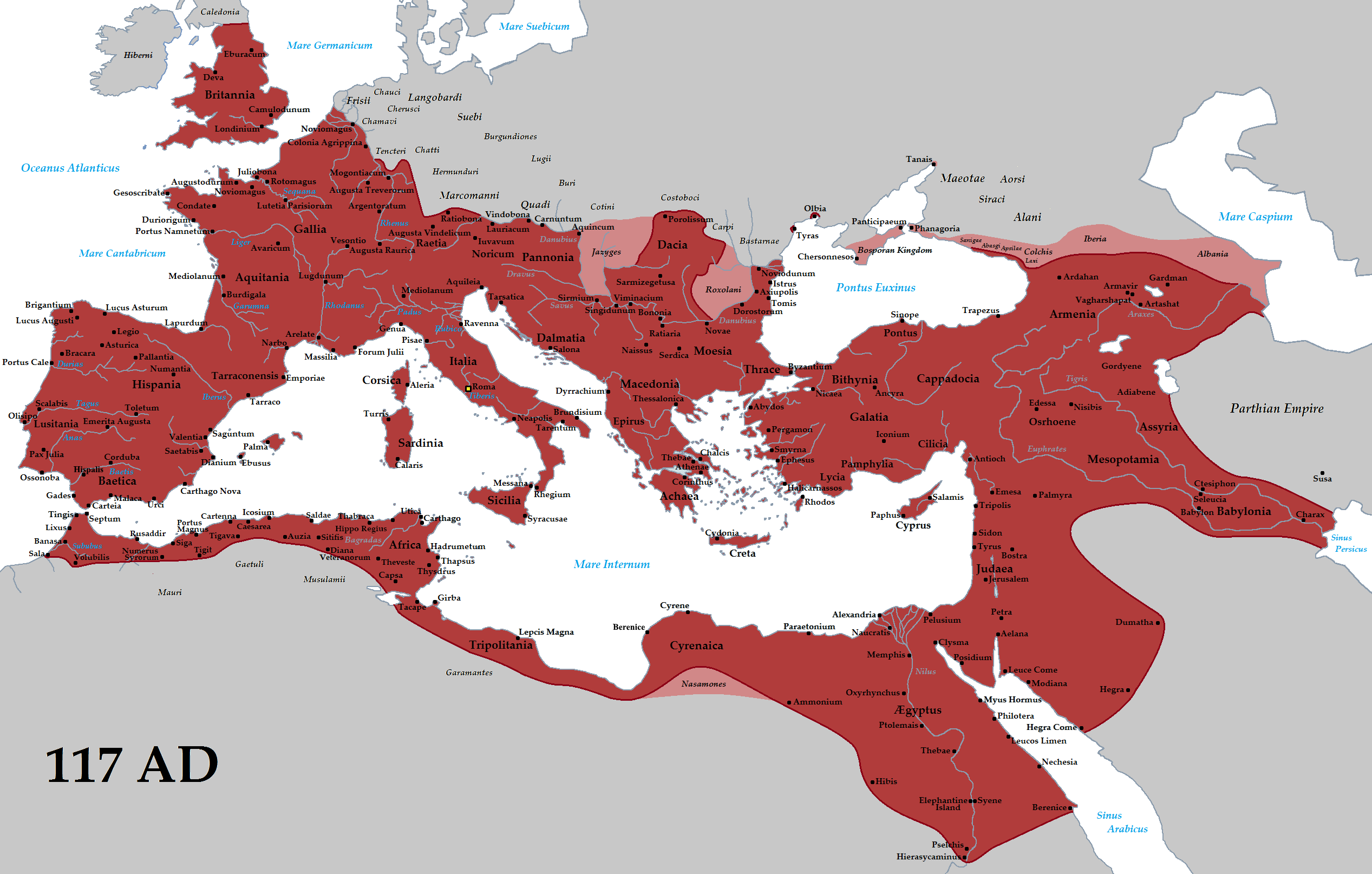
امپراتوری روم در گسترده‌ترین هنگام خود

رومی‌سازی یا لاتین‌سازی در بعد تاریخی و فرهنگی اشاره به فرایندهای گوناگون تاریخی مانند تسخیر، ادغام و جذب انسان‌های جدید و در حاشیه به وسیله جمهوری روم و بعدها امپراتوری روم بود.
اصطلاحی که برای این فرایند در تاریخ‌نگاری روم و ایتالیا بکار می‌رفت «متمدن ساختن وحشی‌ها یا بربرها» بود که تا دوره فاشیسم نیز به کار می‌رفت.